# Carlos Font
Carlos Font Puig (ur. 27 stycznia 1960) – andorski narciarz alpejski, olimpijczyk. Brał udział w igrzyskach w roku 1976 (Innsbruck) oraz w 1980 (Lake Placid). Nie zdobył żadnych medali. Brat narciarza Miguela Fonta.

## Letnie Igrzyska Olimpijskie 1976 w Innsbrucku
| Konkurencja   | I zjazd | I zjazd | II zjazd | II zjazd | Klas. końcowa | Klas. końcowa |
| Konkurencja   | Czas    | Miejsce | Czas     | Miejsce  | Punkty        | Miejsce       |
| ------------- | ------- | ------- | -------- | -------- | ------------- | ------------- |
| slalom gigant | 2:11,03 | 76.     | 2:14,62  | 48.      | 4:25,62       | 48.           |
| slalom        | 1:24,98 | 44.     | 1:31,54  | 38.      | 2:56,52       | 38.           |
| zjazd         |         |         |          |          | 2:01,75       | 62.           |

## Letnie Igrzyska Olimpijskie 1980 w Lake Placid
| Konkurencja   | I zjazd | I zjazd | II zjazd | II zjazd | Klas. końcowa | Klas. końcowa |
| Konkurencja   | Czas    | Miejsce | Czas     | Miejsce  | Punkty        | Miejsce       |
| ------------- | ------- | ------- | -------- | -------- | ------------- | ------------- |
| slalom gigant | 1:29,47 | 48.     | 1:29,79  | 40.      | 2:59,26       | 42.           |
| slalom        | 1:02,40 | 32.     | 1:01,30  | 32.      | 2:03,70       | 30.           |
| zjazd         |         |         |          |          | 1:57,81       | 35.           |